# Амстердам-Рейн-канал
Амстердам-Рейн-канал (нидерл. Amsterdam-Rijnkanaal) — канал в Нидерландах, связывающий Амстердам с основным судоходным путём Рейна. Канал является важной судоходной артерией между портом Амстердама и Рурской областью в Германии, а также используется для снабжения западной части страны водными ресурсами.

## Путь

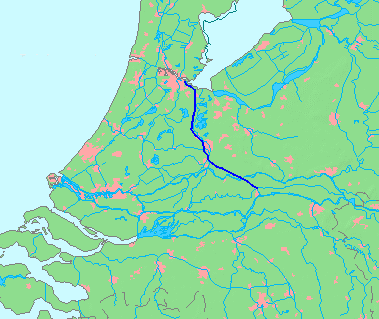

От амстердамской гавани Эй до Брёкелена канал идёт на юг, затем поворачивает на юго-восток и проходит через Утрехт. После этого канал соединяется с Мерведе-каналом, пересекает реку Лек возле Вейк-бей-Дюрстеде, затем реку Линге и подходит к Ваалу недалеко от города Тил. Ширина канала составляет от 100 до 120 метров, глубина — до 6 м.

## История
Когда построенный в 1892 году Мерведе-канал (от Амстердама до Горинхема) перестал отвечать возросшим потребностям судоходства, было решено построить новый канал. Рассматривались 3 проекта, из которых в 1930 г. был выбран проект А. Мюссерта. Соответствующий закон был принят в 1931 году, однако реализация задержалась из-за Второй мировой войны. Между Амстердамом и Утрехтом уже существовавший водный путь был расширен, а южная часть канала была прорыта заново.
Открытие канала произошло 21 мая 1952 года, с 1965 по 1981 год канал был усовершенствован.

## Шлюзы
- Шлюзы принцессы Марии (Равенсвай)

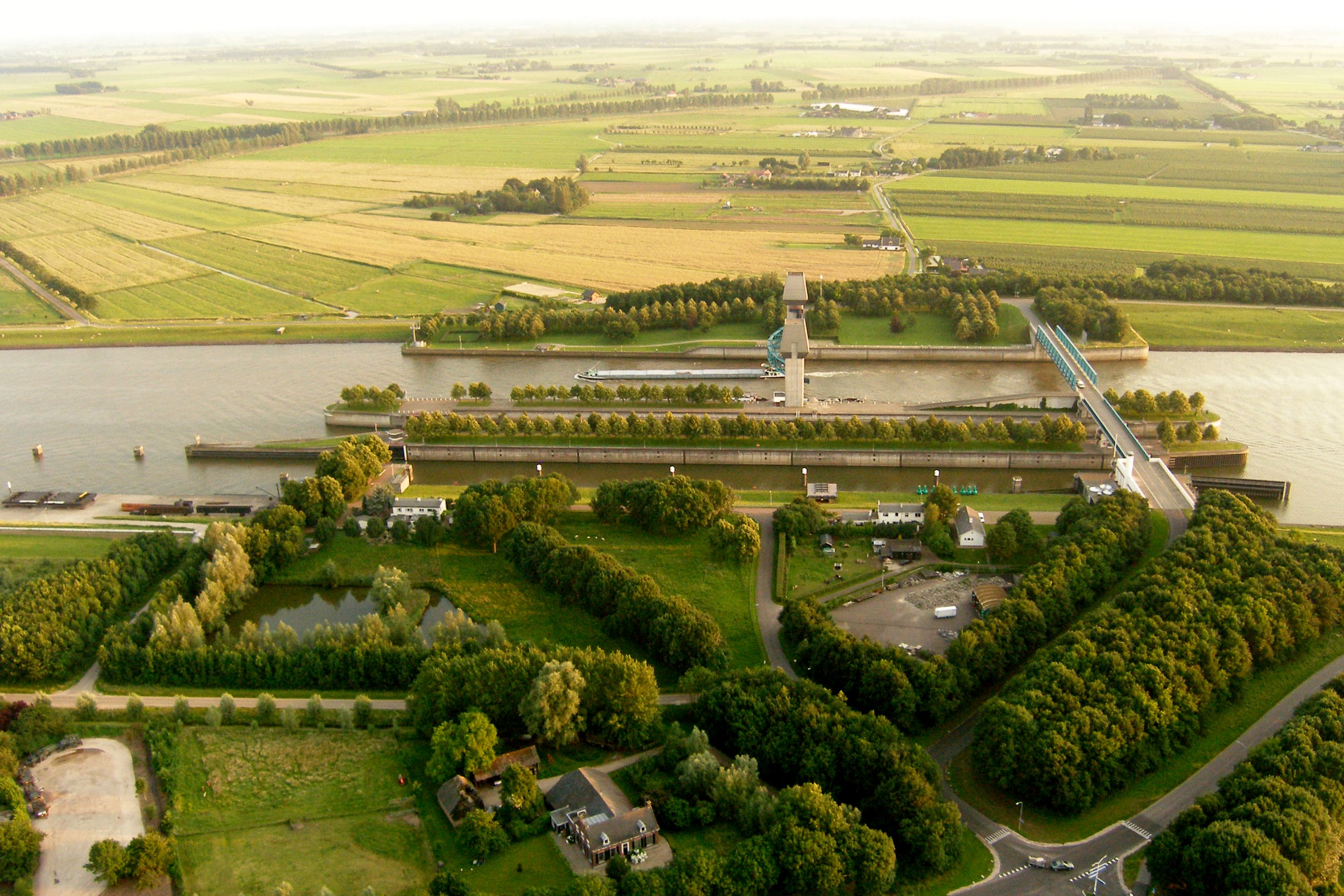
Шлюзы принцессы Марии

- Шлюзы принцессы Ирен (Вейк-бей-Дюрстеде)
- Шлюзы принца Бернарда (Тил)

## Мосты
В Амстердаме под каналом проходит тоннель Пит-Хейн (Piet Heintunnel), кроме того через канал построено множество мостов, среди которых:
- Амстердамсебрюг (Amsterdamsebrug)
- мост шоссе A1
- Де-Мернбрюг (De Meernbrug)
- Хогевейдебрюг (Hogeweidebrug)
- Мост принца Клауса (Prins Clausbrug)
- мост шоссе A27
- мост шоссе A15